# Synthecium tottoni
Synthecium tottoni is een hydroïdpoliep uit de familie Syntheciidae. De poliep komt uit het geslacht Synthecium. Synthecium tottoni werd in 1958 voor het eerst wetenschappelijk beschreven door Ralph. 